# Ba tầm

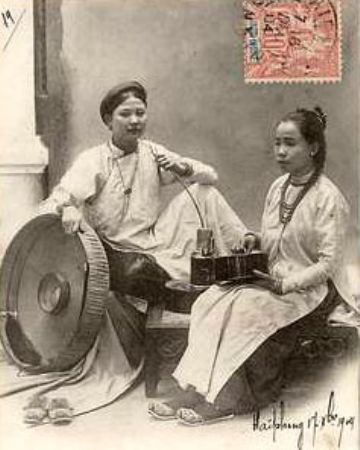
Áo ngũ thân và nón ba tầm, trên 1 bưu thiếp năm 1904

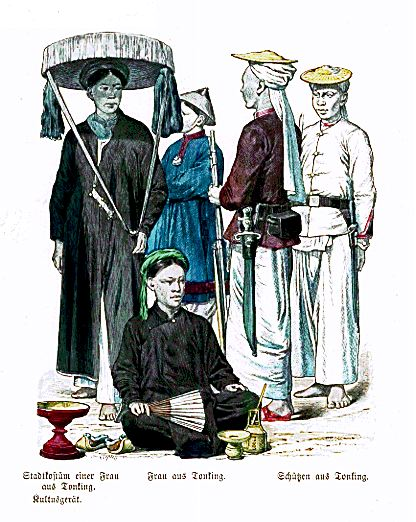
Họa phẩm của người Tây dương thế kỷ XIX mô tả người đàn bà Bắc Kỳ đội nón ba tầm.

Nón Ba tầm (Nôm: 𥶄𠀧尋) là vật dụng thời trang hoặc che nắng mưa của nữ giới miền Bắc Việt Nam.
Vào thế kỷ XX, ba tầm ít được sử dụng hơn và thường chỉ xuất hiện trong các lễ hội.

## Đặc trưng
Nón ba tầm được lợp bằng lá cọ hoặc gồi, có hình dạng như cái lọng hoặc tai nấm, đỉnh phẳng, đường kính nón khoảng 70–80 cm, vành cao 10–12 cm hoặc hơn. Lòng nón đính một cái vành hình phễu gọi là khùa hoặc khua (摳) để gia cố nón trên đầu người sử dụng. Ngoài ra, người ta thường kết vào vành nón đôi chùm chỉ thao sặc sỡ để làm duyên, là nón quai thao (𥶄乖絛). Nón ba tầm đôi khi cũng gọi là nón thúng, nhưng nón thúng có dáng rộng hơn nón ba tầm, cong mềm mại hơn, vành tròn sâu và lòng sâu hơn. Nón nghệ cũng tương tự nón ba tầm, nhưng có vành nón được làm từ lá nghệ, có màu vàng sẫm, rất đẹp và bền.
Sách Vũ trung tùy bút của Phạm Đình Hổ, nón ba tầm được kết hợp kiểu dáng của các thứ nón dâu, ngoan xác và viên cơ.
- Ngoan xác lạp(黿殼笠)(nón mền giải蟹,Tam Giang lạp三江笠)dùng cho người già thời Lê trung hưng,đã thất truyền cuối thế kỷ XVIII
- Toan bì lạp(酸皮笠)(nón vỏ bứa)dùng cho người nghèo,là nón giản lược làm cho thấp đi từ ngoan xác lạp.Thời Nguyễn,gọi là Thủy Thủ lạp
- Cổ Châu lạp(古洲笠)(hoặc nón Dâu)(Les chapeaux des brus)dùng cho Họ hàng nhà quan mà cao tuổi,Đàn ông,đàn bà,sĩ thứ trong kinh thành.Đỉnh nhọn và có vành phẳng đính đôi chùm chỉ thao.
- Viên cơ lạp(圓箕笠)xuất hiện ở miền Thanh Nghệ.Thời Lê,dùng cho quân sĩ khi cuộc Loạn kiêu binh với dáng cao,gần giống như cái nia thóc(kết cấu gần mũ quan Đại Thanh).Thời Nguyễn,giản lược thành nón nhỏ như nón thúng nhưng vát vuông góc,nhỏ hơn ba tầm gọi là nón nghệ (le chapeau de Nghệ-an)dành cho nữ.Nón thúng(mục đồng lạp,Chapeau en forme de panier)dùng cho nam nữ làm đồng có dáng vát thon vào so với nón nghệ

| " | Khi ta 8 tuổi, thấy các ông già đội ngoan xác lạp黿殼笠,tục gọi là nón"mền giải蟹" hay"tam giang lạp三江笠"; con nhà quan và học sinh các học hiệu thì độiphương đẩu đại lạp方斗大笠, tục gọi là"nón lá"; họ hàng nhà quan và các ông già thì độicổ châu lạp古洲笠,tục gọi là "nón dâu"; người lớn và trẻ con độiliên diệp lạp蓮葉笠,tục gọi là "nón lá sen"; con trai con gái, đàn ông đàn bà ở chốn kinh kỳ đội cổ châu lạp, trẻ con độitiểu liên diệp lạp小蓮葉笠, tục gọi là "nón nhỡ khuôn"; đàn ông đàn bà thôn quê, độixuân lôi tiểu lạp春雷小笠,tục gọi là "nón sọ nhỏ"; lính tráng độitrạo lạp掉笠, tục gọi là"nón chèo vành"; người hầu hạ và vợ con lính tráng đội viên đẩu lạp圓斗笠, tục gọi là "nón khua"; nhà sư và thầy tu độicẩu diện lạp笱面笠, tục gọi là "nón mặt lờ"; người có tang độixuân lôi đại lạp春雷大笠, tục gọi là "nón cạp"; người có chở một năm trở xuống đội cổ châu lạp古洲笠, quai mây, chỉ có nhà quan và nhà quyền thế có tang thì đội cẩu diện lạp để phân biệt. Người trong Thanh Nghệ độiviên cơ lạp圓箕笠, tục gọi là "nón nghệ". Người Mán Mường ở ngoại trấn đội nón tiêm quang đẩu nhược, hình như nón khua, đầu nhọn, làm bằng vỏ măng nứa, khác với người mọi nơi. Đến khoảng năm Nhâm Dần - Quý Mão, quân Tam phủ dấy loạn, cậy công làm càn, nhiều người đội nón viên cơ, để lẫn với quân lính. Đến năm Bính Ngọ trong nước có biến, lại bỏ viên cơ lạp圓箕笠, đội cẩu diện lạp笱面, người có tang một năm trở xuống, buộc quai sợi trắng để phân biệt. Ở thôn quê, theo dáng ngoan xác lạp黿殼 mà làm thấp đi, gọi làtoan bì lạp酸皮笠, tục gọi là "nón vỏ bứa", thỉnh thoảng lại có người đội xuân lôi tiểu lạp雷小笠者; còn những thứ nón tam giang三江, ngoan xác黿殼, phương đẩu方斗, viên đẩu, cổ châu古洲, liên diệp蓮葉 và trạo lạp掉笠 thì không thấy nữa. |

Nhật dụng thường đàm và Đại Nam quốc ngữ có từ nhược lạp篛笠

## Hình ảnh

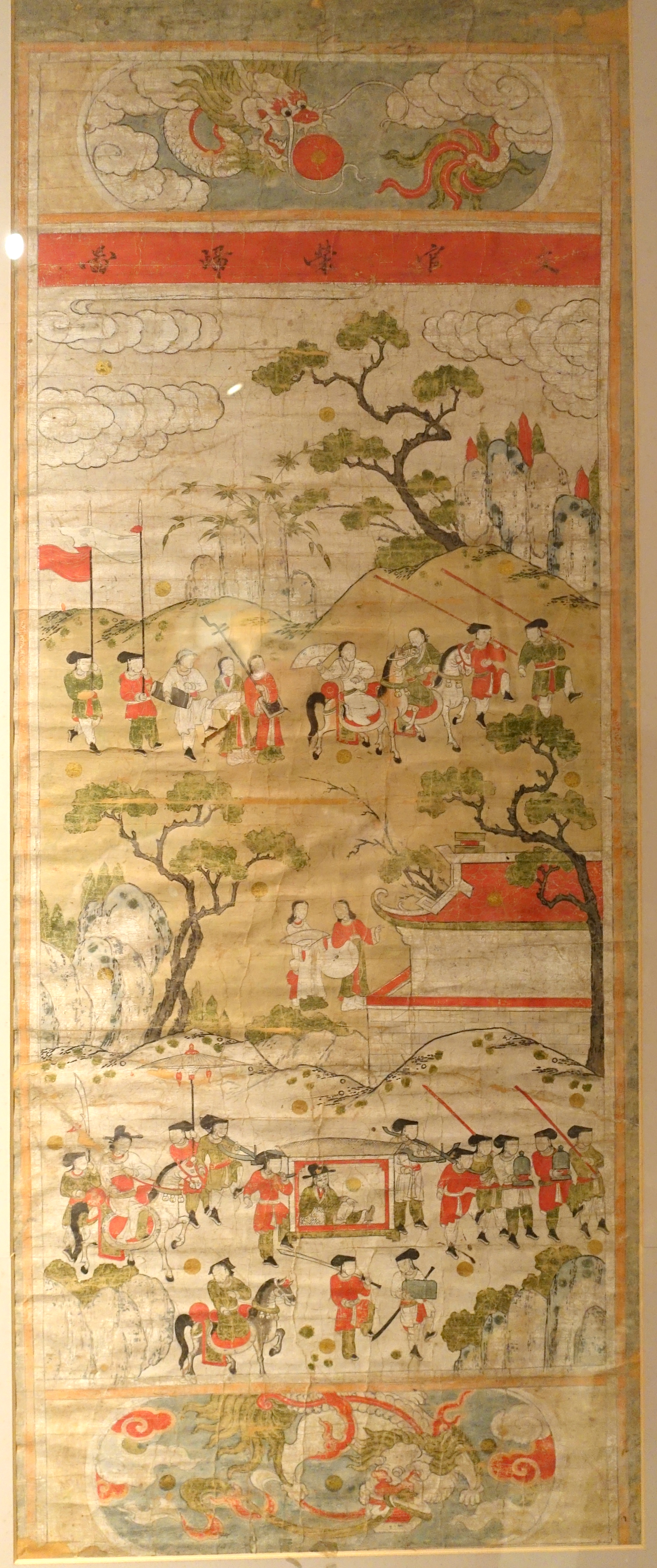
Bức Văn quan vinh quy đồ (文官榮歸圖) hồi thế kỷ XVIII cho thấy một người đàn bà cắp nón ba tầm.
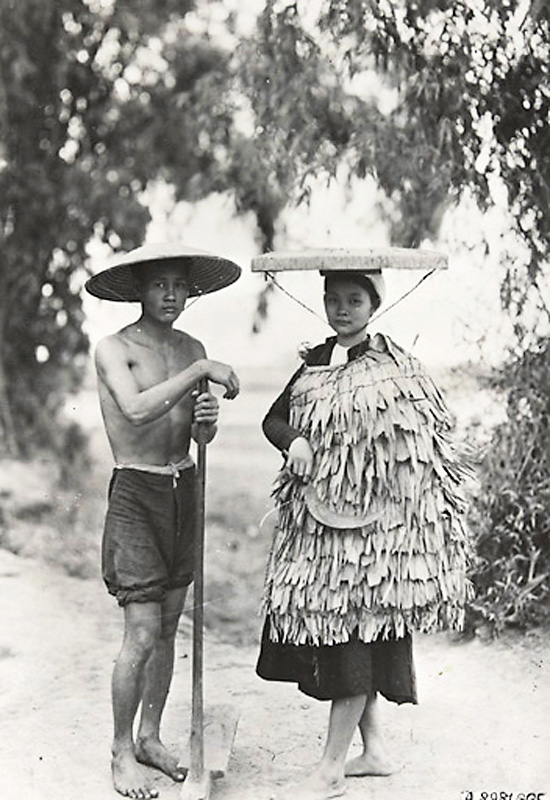
Hai nông dân với nón thúng năm 1919
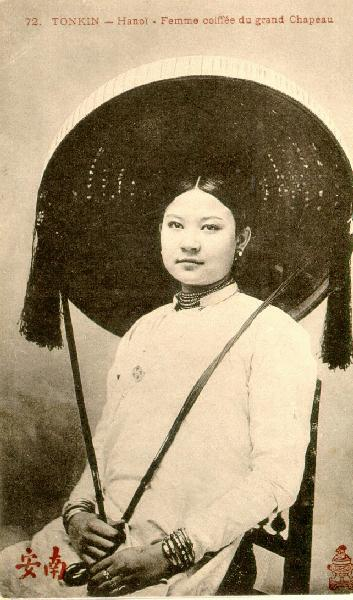
Bưu thiếp năm 1904
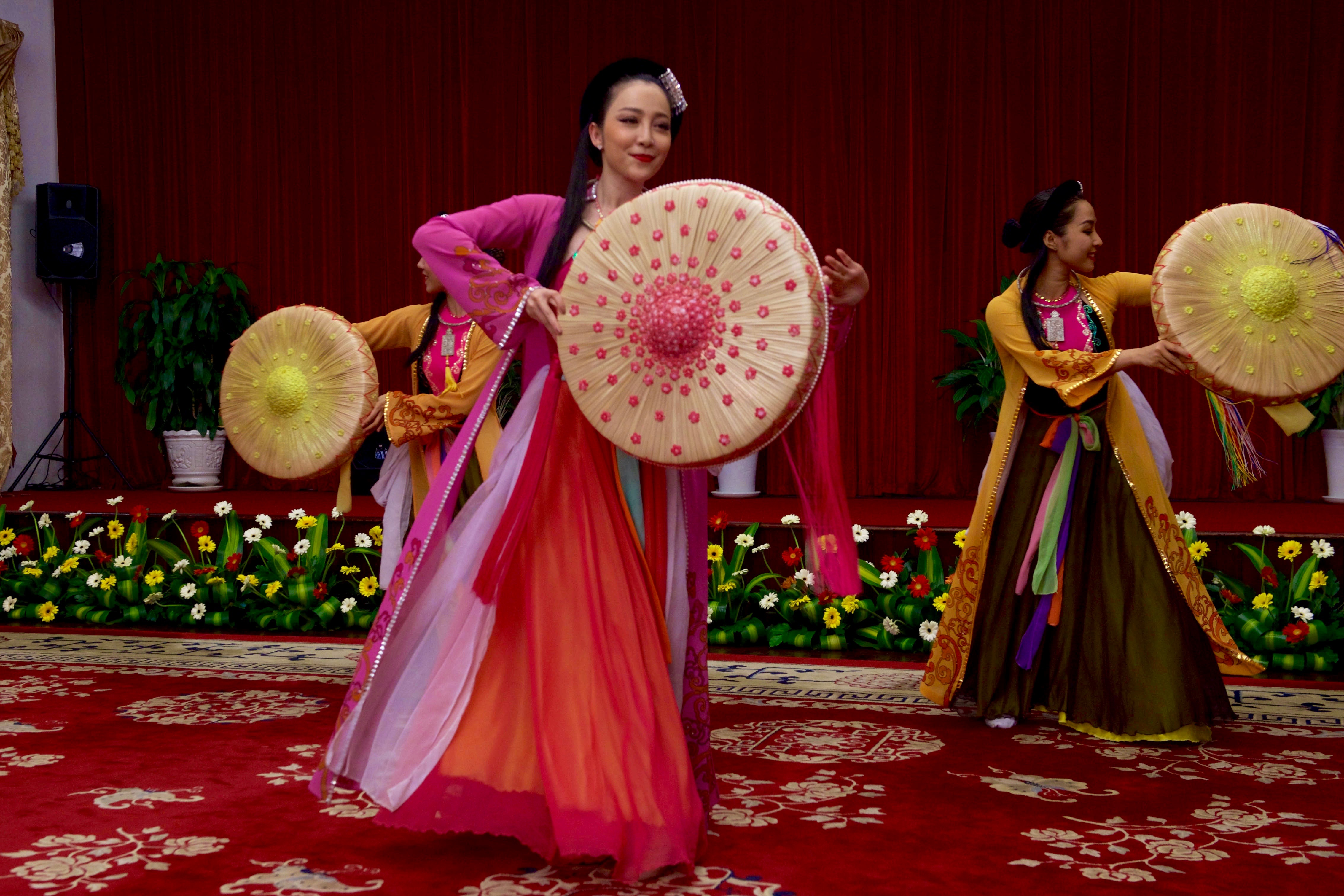
Điệu múa với nón ba tầm
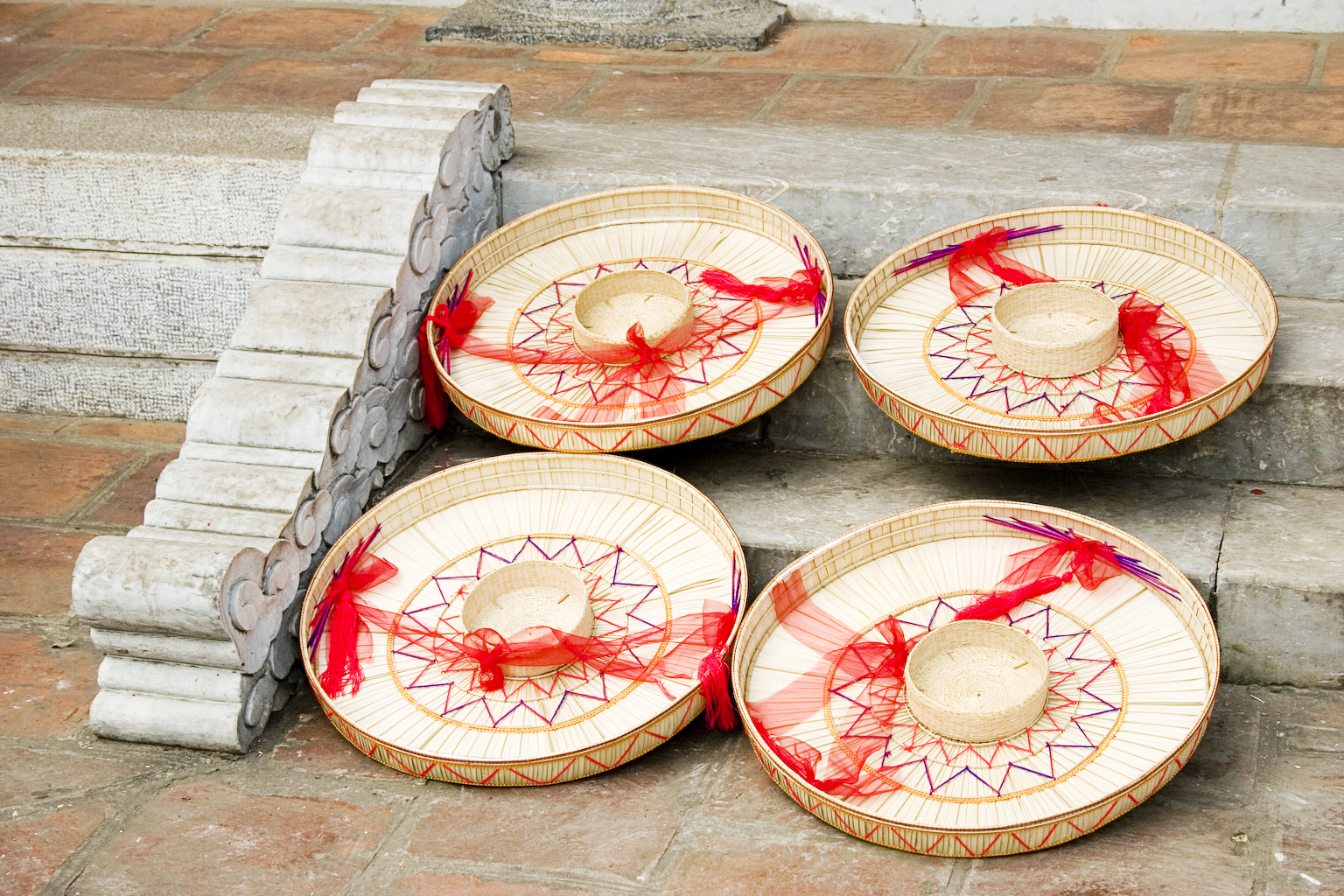
Nón quai thao